# دریاچه هویز
دریاچه هِویز (به مجاری: Lake Hévíz) از دریاچه‌های آتشفشانی در مجارستان است که در هویز واقع شده‌است.